# Grupos de Resistencia Antifascista Primero de Octubre
Los Grupos de Resistencia Antifascista Primero de Octubre (GRAPO) fue una organización terrorista española de ideología marxista-leninista-maoísta fundada en Vigo en 1975 que buscaba la instauración de un Estado socialista y republicano en España. Se les considera «el brazo armado del Partido Comunista de España (reconstituido)», tal como sentenciaría en el año 2006 la Audiencia Nacional. Gran número de miembros de los GRAPO tenían menos de veinticinco años, y el total de miembros se aproximaba a las doscientas personas.
Se considera totalmente inactiva desde 10 de marzo de 2011, fecha del último atentado más o menos oficial de esta organización.
En su momento se especuló con la posibilidad de que la formación pudiera haber estado «manipulada» por la extrema derecha española o por elementos parapoliciales. Sin embargo, analistas como Juan Avilés Farré se oponen a esta tesis, aun admitiendo que «se encontraban aislados respecto al resto de la izquierda radical». Las acciones del grupo se saldaron con un total de más de ochenta víctimas asesinadas. Según datos de la AVT, los GRAPO asesinaron entre 1975 y 2006 a 93 personas e hirieron a otras 95 personas. Aunque nunca ha llegado a disolverse públicamente, la ausencia de atentados y acciones armadas, así como su residual membresía, hacen que esté considerada como desarticulada por las fuerzas de seguridad españolas. En contraste con ETA, los GRAPO fueron incapaces de generar una mínima base de popularidad en la cual apoyarse.

## Historia

### Primeros años (1968-1975)
Sus orígenes se remontan a 1968, con el nacimiento en París de la Organización Marxista-Leninista de España (OMLE), escindidos del Partido Comunista de España (PCE), que acusaba de «revisionistas» no solo al PCE, sino también a la URSS y a los partidos que la apoyaban. La OMLE se autodisolvería durante su I Congreso celebrado, en 1975, en el municipio cántabro de La Cavada, surgiendo de ahí el PCE(r) y lo que constituiría su brazo armado: los GRAPO.
La primera acción armada que todos los medios están de acuerdo en atribuir a los GRAPO tuvo lugar el 2 de agosto de 1975, en el canódromo de Madrid, cuando Enrique Cerdán Calixto, Abelardo Collazo Araújo y José Luis González Zazo, alias "Caballo", atentaron contra dos agentes de la Guardia Civil en un Simca 1000 de color blanco, resultando muerto Casimiro Sánchez García, y su compañero, herido de gravedad. Sin embargo, según la página "Testimonios Víctimas del Terrorismo", el primer muerto atribuible a esta banda armada sería Juan Antonio Alba Escalera, asesinado en Barcelona el 8 de octubre de 1975. Unos días después del atentado del 2 de agosto se perpetró otra acción terrorista, esta vez en Barcelona, acabando con la vida del agente de la Policía Armada Diego del Río Martín, el 29 de septiembre de 1975.
El atentado que dio nombre a la banda se produjo tan solo dos días después, el 1 de octubre de 1975, contra cuatro miembros de la Policía Armada en Madrid. Las víctimas fueron Joaquín Alonso Bajo, Agustín Ginés Navarro, Antonio Fernández Ferreiro y Miguel Castilla Martín. Al que estaba en la avenida del Mediterráneo lo asesinaron Enrique/Fernando (según el diario ABC y Pío Moa, respectivamente) Cerdán Calixto (alias "Costa", autor del disparo y jefe del comando), Pío Moa Rodríguez (alias "Verdú", el que, supuestamente, le fracturó el cráneo con un martillo, hecho que Moa niega) y un estudiante perteneciente a la Organización Democrática de Estudiantes Antifascistas (ODEA), Francisco Brotons Beneyto, más tarde miembro del Comité Central del PCE(r), que actuó como conductor; al que estaba en la calle Marqués de Corbera lo asesinaron Eugenio Jesús Bueno de Pablos (autor de los disparos), José María Sánchez Casas y Juan Carlos Delgado de Codes, alias "Herrera" y jefe del comando; el que fue asesinado en la calle Agustín de Foxà, junto a la plaza de Castilla, lo fue por el comando dirigido por Abelardo Collazo Araújo (alias "Alfonso", autor de los disparos), José Balmón Castell y otro miembro que actuaba como conductor; el que estuviera en la calle Valmojado, fue asesinado por Manuel Gil Araújo (alias "José") y por Fernando Hierro Chomón, autor de los disparos de escopeta de cañón recortado que acabaron con su vida. Este cuádruple asesinato fue en respuesta a los cinco últimos fusilamientos en España durante la dictadura franquista (tres miembros del FRAP (José Humberto Baena José Luis Sánchez Bravo y Ramón García Sanz) y dos miembros de ETA político-militar (Juan Paredes Manot (Txiki) y Ángel Otaegui) que se llevaron a cabo el 27 de septiembre de 1975.

### Los GRAPO tras la muerte de Franco (1975-1982)
Tras la muerte de Franco, los GRAPO continuaron su actividad armada mediante la realización de acciones terroristas más violentas. En esos primeros años de la Transición, los GRAPO cometieron secuestros y atentados con una fuerte repercusión social. La amnistía de 1976 y los golpes policiales convirtieron al PCE(r) en un grupo residual y muy minoritario. Los GRAPO mantuvieron esporádicamente sus acciones armadas a pesar de que varias veces se dio por desmantelada a la organización. Solo unos pocos militantes siguieron colocando explosivos, cometiendo atracos y extorsionando a empresarios, contando con un prácticamente nulo apoyo social. A lo largo de su historia han asesinado a más de ochenta personas, la mayoría policías y militares.
- En 1973 Movimiento Ibérico de Liberación se auto disolvió al integrarse en Grupos de Acción Revolucionaria Internacionalista (GARI) los pocos militantes activos que quedaban en ese momento.
- Grupos de Acción Revolucionaria Internacionalista:
  - En 1976 los miembros franceses que quedaban activos se integraron en Action Directe
  - En 1976 los miembros españoles que quedaban activos se integraron en Grupos de Resistencia Antifascista Primero de Octubre

En 1976 secuestraron al presidente del Consejo de Estado, Antonio María de Oriol y Urquijo, y posteriormente, ya en 1977, también secuestraron al presidente del Consejo Supremo de Justicia Militar, Emilio Villaescusa Quilis. Estos dos secuestros finalizaron el 11 de febrero tras ser liberados por la Policía. El 24 de agosto de 1978 se produjo un ataque contra dos policías en Vigo, los cuales resultaron heridos. El 26 de agosto un grupo atracó una sucursal del Banco del Noroeste. El 28 de ese mismo mes, un grupo llamado Liga Armada Galega (vinculado a los GRAPO) reivindicó los dos atentados anteriores junto al asesinato de un agente de la Guardia Civil en Santiago de Compostela, si bien posteriormente el Grapo reivindicó la autoría y acusó a la LAG de ser un "invento". El 8 de enero de 1979 asesinaron al presidente de la Sala VI del Tribunal Supremo español, Miguel Cruz Cuenca. El 26 de febrero de ese mismo año lanzaron un artefacto explosivo desde un vehículo a la casa cuartel de la Guardia Civil sita en el número cuatro de la plaza del Duque de Pastrana en Madrid, resultando heridos un agente de la Guardia Civil y un niño de tres años.
En 1978 los miembros de Frente Revolucionario Antifascista y Patriota y Partido Comunista de España (marxista-leninista), contrarios a dejar la lucha armada, se integraron en Grupos de Resistencia Antifascista Primero de Octubre y Partido Comunista de España (reconstituido).

#### Matanza de California 47
El ataque terrorista más sangriento atribuido a los GRAPO fue el perpetrado en Madrid el 26 de mayo de 1979. Un potente artefacto explosivo fue colocado por miembros de la organización en la céntrica cafetería California 47, sita en la calle de Goya. La explosión de la bomba se produjo a las 18:55 horas de dicho día, sábado, cuando el local estaba frecuentado por numerosos clientes. Fueron asesinadas nueve personas y sesenta y una más fueron heridas, muchas de ellas de gravedad. El interior del establecimiento quedó totalmente destruido y calcinado.
Los dirigentes de los GRAPO José María Sánchez Casas y Alfonso Rodríguez García fueron condenados en 1981 por la Audiencia Nacional a doscientos setenta años de cárcel por llevar a cabo dicho atentado.
No obstante, los GRAPO nunca reconocieron la autoría del atentado, afirmando que fue perpetrado por grupos de extrema derecha y parapoliciales.

### Declive
En 1982 los GRAPO propusieron un alto al fuego al gobierno socialista de Felipe González, y tras las negociaciones con el Ministerio del Interior en 1983, los GRAPO perdieron aún más apoyo, ya que parte de sus miembros abandonó las armas.
Tras una intensa campaña durante 1984, la nueva reorganización de los GRAPO quedó frustrada el 18 de enero de 1985, cuando en una amplia operación en diversas ciudades de España fueron detenidas 18 personas. Según explicó el entonces ministro del Interior, José Barrionuevo, el 21 de enero de ese mismo año fueron detenidos prácticamente todos los integrantes de los GRAPO que permanecían en activo, habiéndose escapado Manuel Pérez Martínez, alias camarada Arenas y Milagros Caballero Carbonell, al estar fuera de España desde hacía aproximadamente un mes.
En 1987 se reorganizaron con un nuevo Comando Itinerante. Meses más tarde, en 1988, asesinaron en su vivienda del centro de La Coruña al empresario gallego Claudio San Martín, entonces presidente de Caixa Galicia. En 1989 actuaron en Gijón (Asturias) con el ataque a la Delegación de Hacienda, donde asesinaron a dos guardias civiles. En 1990 asesinaron al coronel Manuel López Muñoz en Valladolid.
En 1995 secuestraron en Zaragoza al empresario Publio Cordón, y si bien los GRAPO siempre argumentaron que éste había sido liberado, el 19 de julio de 2012 se supo, tras la detención de tres supuestos militantes de los GRAPO en Sevilla y Cádiz, que el empresario murió dos semanas después de ser secuestrado mientras trataba de escapar de la vivienda donde lo tenían oculto en el sur de Francia. En 1999 los GRAPO volvieron a confirmar su permanencia asaltando una sucursal bancaria en Valladolid y colocando una bomba en una sede del PSOE en Madrid y en la basílica del Valle de los Caídos.
En el año 2000, en un intento de atraco a un furgón blindado en Vigo, mataron a dos vigilantes de seguridad y otro quedó herido de gravedad. Ese mismo año fue desmantelada la cúpula de la organización, con la detención en París de 7 dirigentes del PCE(r) y los GRAPO, entre los que se encontraba el "camarada Arenas". El 17 de noviembre de 2000 los GRAPO mataron a un policía que patrullaba en solitario en el barrio madrileño de Carabanchel de un tiro en la nuca. Además, colocaron diversas bombas contra empresas y edificios públicos. En 2002 fueron detenidos 14 miembros de la organización (8 en Francia y 6 en España). En 2003 volvieron a reaparecer con el atraco a una sucursal bancaria en Alcorcón (Comunidad de Madrid), y fueron arrestados otros 18 miembros de la organización. Ese mismo año el juez Baltasar Garzón suspendió las actividades del PCE(r) por considerarlo el "brazo político de los GRAPO".

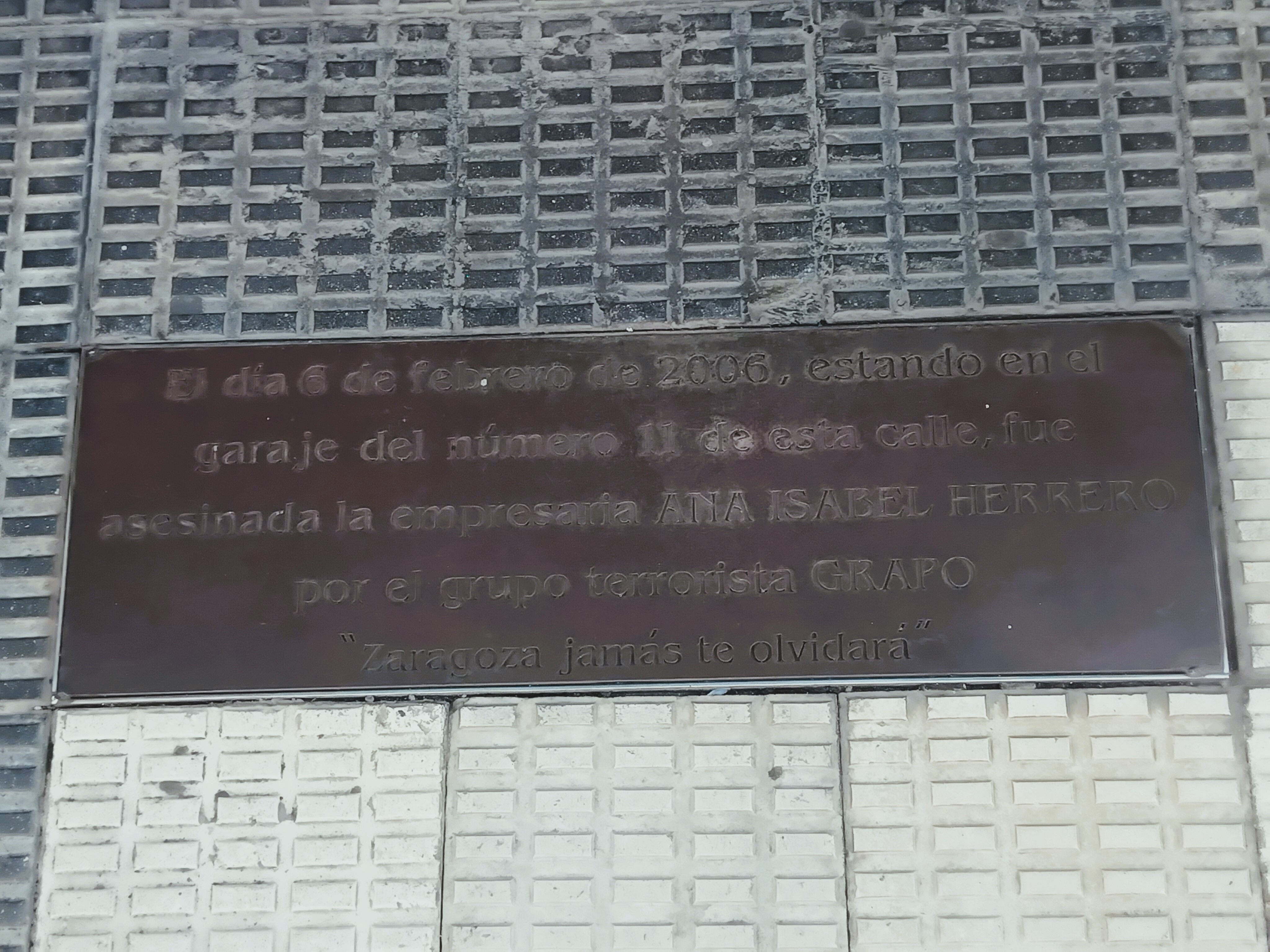

El 6 de febrero de 2006 los GRAPO reaparecieron, asesinando a Ana Isabel Herrero e hiriendo a su esposo, el empresario Francisco Colell, dueño de una empresa de trabajo temporal, en un tiroteo ocurrido en la calle Cervantes de Zaragoza y reivindicado mediante una carta remitida a la delegación de la cadena de televisión Antena 3 en esa misma ciudad. El 26 de febrero de ese mismo año fue detenido Israel Torralba como presunto autor del atentado, a quien también se le atribuyeron los asesinatos de la banda cometidos en el año 2000.
El 9 de junio de 2006, fruto de la investigación tras el atentado de Zaragoza, se detiene en la localidad catalana de Reus a otros tres miembros de los GRAPO, entre ellos el considerado su máximo dirigente de la banda en el momento, Juan García Martín.
El 4 de julio del mismo año, dos miembros de los GRAPO atracaron una sucursal de Caixa Galicia en Santiago de Compostela. Secuestraron durante una hora, y a cara descubierta, al director de la agencia 1 de Caixa Galicia en la ciudad. Tras asaltarlo en plena calle Rosalía de Castro, lo encañonaron con una pistola y le acompañaron hasta la sucursal bancaria, ubicada en el número 89 de esta calle, para atracarla. Se hicieron con un botín de aproximadamente 20 000 euros.
La investigación policial apuntó que los atracadores fueron Israel Clemente y Xurxo García Vidal. Según fuentes de la investigación, eran los integrantes de los GRAPO que presuntamente asesinaron a Ana Isabel Herrero en Zaragoza el 6 de febrero de ese mismo año, y que atracaron otro banco en Castellón de la Plana el 16 de marzo, hiriendo de un tiro en la pierna al director de la entidad.
En junio de 2007 se produjo una nueva supuesta desarticulación de la estructura de los GRAPO, registrando dos pisos francos en Barcelona.
El 11 de mayo de 2009 la Gendarmería francesa encontró un arsenal oculto de los GRAPO cerca de París, desmintiendo así la supuesta desarticulación de la banda. El 10 de marzo de 2011 un pequeño artefacto hizo explosión en un piso de Santiago de Compostela en el que residía antiguamente Xosé Antonio Sánchez Bugallo, alcalde de la ciudad y militante del PSOE. Ese mismo día se produjo la detención del antiguo miembro de los GRAPO Telmo Varela Fernández (desvinculado de los GRAPO y cercano al nacionalismo gallego), acusado de ser uno de los responsables de los atentados. En un posterior registro de su domicilio se halló material para confeccionar cócteles Molotov, si bien el atentado se considera vinculado al grupo independentista Resistencia Galega.

## Militantes históricos
- Fernando Silva Sande: miembro de los GRAPO desde 1975, fue el máximo responsable de la organización terrorista en el terreno militar. Tras ser detenido y cumplir condena varias veces, en 1992 se fugó de la prisión de Granada, volviendo a ser detenido en París en noviembre del año 2000.
- Sebastián Rodríguez Veloso: condenado en 1985 a 84 años de prisión por su participación en varios atentados, incluidos ataques con explosivos y el asesinato de Rafael Padura, presidente de la Confederación de Empresarios de Sevilla en 1984. Fue indultado en 1994 tras una huelga de hambre de 432 días para reclamar la reunificación de presos que le dejó postrado en una silla de ruedas. Desde entonces ha protagonizado una carrera deportiva como nadador paralímpico, logrando numerosos récords mundiales.[38]
- Enrique Cuadra Echeandía: condenado en 1998 a 27 años de prisión por el secuestro del empresario aragonés Publio Cordón. Está considerado como el responsable del comando, así como de ser la persona que recibió la orden de llevar a cabo el secuestro de una persona adinerada para recaudar fondos para los GRAPO.
- Francisco Brotons Beneyto: dirigente en los años más sangrientos de la banda. Fue detenido en Benidorm en 1977 pero se fugó dos años después. Interlocutor en las negociaciones de 1996 en las que trató, sin éxito, de llegar al abandono de la lucha armada, pasaría 25 años en la cárcel tras su detención en 1980. Es autor de Memoria antifascista: Recuerdos en medio del camino, Navarra, Miatzen, 2002.
- Fernando Hierro Chomón: autor de numerosos atentados, fue detenido en agosto de 1977 pero se fugó de la prisión un año después. De nuevo detenido en 1980, pasó 20 años en prisión. Participante en las negociaciones con el gobierno en 1996, fue detenido en París en 2002.
- Josefina "Fina" García Aramburu: detenida en 1979 por pertenencia al Comité Central del PCE(r) en Madrid, fue liberada en 1981. Posteriormente se la considera integrante del Comando Central de los GRAPO en el que habría ordenado y participado en diversas acciones terroristas (atracos, extorsiones, colocación de explosivos...) entre las que se incluyen el asesinato de dos policías nacionales en Barcelona, un teniente de la Policía Nacional en Valencia[39] y un guardia civil en La Coruña. Detenida de nuevo en 1983 junto con su esposo Joaquín Calero Arcones, permanecerá en prisión hasta 2000. Al año siguiente vuelve a pasar a la clandestinidad integrándose en el Comité Central del PCE(r) y en 2002 la detiene la policía francesa en París. Juzgada y condenada en Francia, fue extraditada a España en 2006 permaneciendo en prisión hasta febrero de 2008.
- José María Sánchez Casas: dirigente y miembro fundador de la banda. Mantuvo prolongadas huelgas de hambre en 1989 y 1991. Excarcelado en julio de 1997, tras permanecer 18 años en prisión, falleció en 2001 mientras esperaba un trasplante de corazón.
- Pío Moa: miembro fundador de la banda, tomó parte en uno de los asesinatos del 1 de octubre de 1975 que dieron nombre a la banda. Sobre su participación, Moa afirma que le quitó el arma a un policía sin que tuviera necesidad de golpearle por encontrarse ya muerto, como afirmaron algunos testigos. Fue expulsado de la organización en 1977. Se alejó gradualmente del marxismo y la izquierda, convirtiéndose en un escritor y periodista controvertido, caracterizado por numerosos historiadores reconocidos como revisionista.[40][41] Fue colaborador habitual del periódico digital Libertad Digital, de donde tuvo que salir por diferencias ideológicas con la dirección del mismo. Ha colaborado también en El Economista y en la actualidad trabaja para Intereconomía.

## Víctimas
El historiador y catedrático de la UNED Juan Avilés Farré cuantifica en más de 80 el número de personas víctimas de las acciones de la organización. Según la Asociación de Víctimas del Terrorismo (AVT), los GRAPO son responsables en total de 93 muertes, 95 heridos y tres secuestros, los dos primeros resueltos por las fuerzas policiales con la liberación de los secuestrados; y el último, el de Publio Cordón, terminó con su muerte, aunque eso no se supo hasta el 19 de julio de 2012.

## Disolución
Aunque la banda no ha realizado ningún comunicado de disolución, y teóricamente, sigue en activo, la total ausencia de atentados y la práctica detención de todos sus miembros, hacen que los GRAPO estén considerados como desarticulados por las fuerzas de seguridad.
En junio de 2007 se produjo una nueva supuesta desarticulación de la estructura de los GRAPO, registrando dos pisos francos en Barcelona.

## Liderazgo
- Últimos líderes:
  - PCEr: Manuel Pérez Martínez, camarada Arenas
  - GRAPO: Fernando Silva Sande, camarada Antón
  - Penúltima cúpula:
    - Fernando Silva Sande
    - Camarada Arenas
    - María Victoria Gómez Méndez
    - Isabel Llaquet Baldelllou
    - José Antonio Peña Quesada
    - José Luis Elipe López
    - Rosario Llobregat Moreno

  - Última cúpula:
    - Lucio García Blanco
    - Manuel Ramón Arango Riego
    - Isabel María Aparicio Sánchez
    - José Francisco Cela Seoane
    - Israel Clemente López
    - Jorge García Vidal

## Organizaciones vinculadas o integradas a Grupos de Resistencia Antifascista Primero de Octubre
- Organización de Marxistas Leninistas Españoles - Partido Comunista de España (reconstituido)
- Partido Comunista de España (marxista-leninista)
- Frente Revolucionario Antifascista y Patriota
- Ejército Guerrillero del Pueblo Gallego Libre
- Movimiento Ibérico de Liberación
- Grupos de Acción Revolucionaria Internacionalista (GARI) (Francia y España)
- Action Directe (Francia)
- Organización Democrática de Estudiantes Antifascistas (ODEA)
- Galiza Ceibe-OLN
- Assembleia do Povo Unido
- Liga Armada Galega